# Ротенберг Салько
Ротенберг Салько (Соломон, Сальо) ( 14 серпня 1894, с. П'ятничани, нині Стрийська міська громада, Львівська область - 1919, м. Кам'янець-Подільський) — лейтенант УГА, командир кулеметної сотні.

## Життєпис
Народився 14 серпня 1894 р. в селі П'ятничани (нині Стрийська міська громада, Львівської області). Єврей. Служив у 77-му полку австро-угорської армії. Офіцер австро-угорської армії, звання отримав за бойові досягнення.
Був у Львові в часі Листопадового чину офіцером єврейської поліції. В УГА з 27 листопада 1918 р. Перше місце служби — група «Схід». Згодом — у 4-й Золочівській бригаді. В травні 1919 року йому як кулеметнику доручається створити кінно-кулеметну сотню 4-ї бригади, куди Ротенберг збирав всіх євреїв. Керував єврейсько-українською частиною Української Галицької Армії — Кінно-кулеметною сотнею Четвертої Золочівської бригади.
В його сотні була єврейська воєнізована музична команда — три кінних скрипалі.
У своїх спогадах офіцер УГА С. Гайдучок назвав Ротенберга «українським євреєм». Він писав про те, як Салько отримав поранення, проте повернувся до своєї бойової частини, «Скільки ж чистокровних українців не були поранені, а боялися опинитися в бригаді…» В сотні було 8 кулеметів на двоколках.
Єврейська сотня Золочівської бригади відзначилася хоробрістю на Східному та Західному фронтах. Сотня Ротенберга майже вся, разом із сотником, загинула в боях з більшовиками.
У спогадах другий офіцер сотні чотар Володимир Михайлів писав, що особливо важкими були бої з червоними за Коростень. Сотня тоді зазнала важких втрат, і, ймовірно, після відступу була розформована.
Салько Ротенберг отримав вкрай тяжке поранення, прикриваючи відступ війська під Коростенем 4 вересня, куля потрапила в лице, вибила зуби й застрягла в шиї. У тяжкому стані його відправили в Житомир, звідтіля в Проскурів, помер у Кам'янці-Подільському — від зараження крові (сепсису). Три музиканти в тому бою теж полягли.